# N’Dantary (district, Lisso)
N'Dantary est l'un des districts de la sous-préfecture de Lisso, situé dans la préfecture de Boffa en république de Guinée, .

## Géographie

### Démographie
- En 2014, le district comptait 55 habitants selon les RGPH 2014[3].